# Vaughnsville (Ohio)
Vaughnsville é um lugar designado pelo censo localizado no condado de Putnam no estado estadounidense de Ohio. No Censo de 2010 tinha uma população de 262 habitantes e uma densidade populacional de 584,73 pessoas por km².

## Geografia
Vaughnsville encontra-se localizado nas coordenadas 40° 52′ 49″ N, 84° 08′ 43″ O. Segundo o Departamento do Censo dos Estados Unidos, Vaughnsville tem uma superfície total de 0.45 km², da qual 0.44 km² correspondem a terra firme e (1.16%) 0.01 km² é água.

## Demografia
Segundo o censo de 2010, tinha 262 pessoas residindo em Vaughnsville. A densidade populacional era de 584,73 hab./km². Dos 262 habitantes, Vaughnsville estava composto pelo 96.56% brancos, 0% eram afroamericanos, 0% eram amerindios, 1.15% eram asiáticos, 0% eram insulares do Pacífico, 1.91% eram de outras raças e 0.38% pertenciam a duas ou mais raças. Do total da população 1.91% eram hispanos ou latinos de qualquer raça.